# Liste der Biografien/Dep
Liste der Biografien |
Portal Biografien |
Personensuche
# |
A |
B |
C |
D |
E |
F |
G |
H |
I |
J |
K |
L |
M |
N |
O |
P |
Q |
R |
S |
T |
U |
V |
W |
X |
Y |
Z |
?
 
Da |
Db |
Dc |
Dd |
De |
Dg |
Dh |
Di |
Dj |
Dk |
Dl |
Dm |
Dn |
Do |
Dq |
Dr |
Ds |
Du |
Dv |
Dw |
Dy |
Dz
 
De A |
De B |
De C |
De D |
De E |
De F |
De G |
De H |
De J |
De K |
De L |
De M |
De N |
De P |
De Q |
De R |
De S |
De T |
De V |
De W |
De Y |
De Z 

Dea |
Deb |
Dec |
Ded |
Dee |
Def |
Deg |
Deh |
Dei |
Dej |
Dek |
Del |
Dem |
Den |
Deo |
Dep |
Deq |
Der |
Des |
Det |
Deu |
Dev |
Dew |
Dex |
Dey |
Dez
Die Liste der Biografien führt alle Personen auf, die in der deutschsprachigen Wikipedia einen Artikel haben. Dieses ist eine Teilliste mit 189 Einträgen von Personen, deren Namen mit den Buchstaben „Dep“ beginnt.

## Dep

### Depa
- Depaepe, Paul (* 1931), belgischer Radrennfahrer
- Depage, Marie (1872–1915), belgische Diplomatin
- Depailler, Patrick (1944–1980), französischer AutorennfahrerPatrick Depailler (1944–1980)

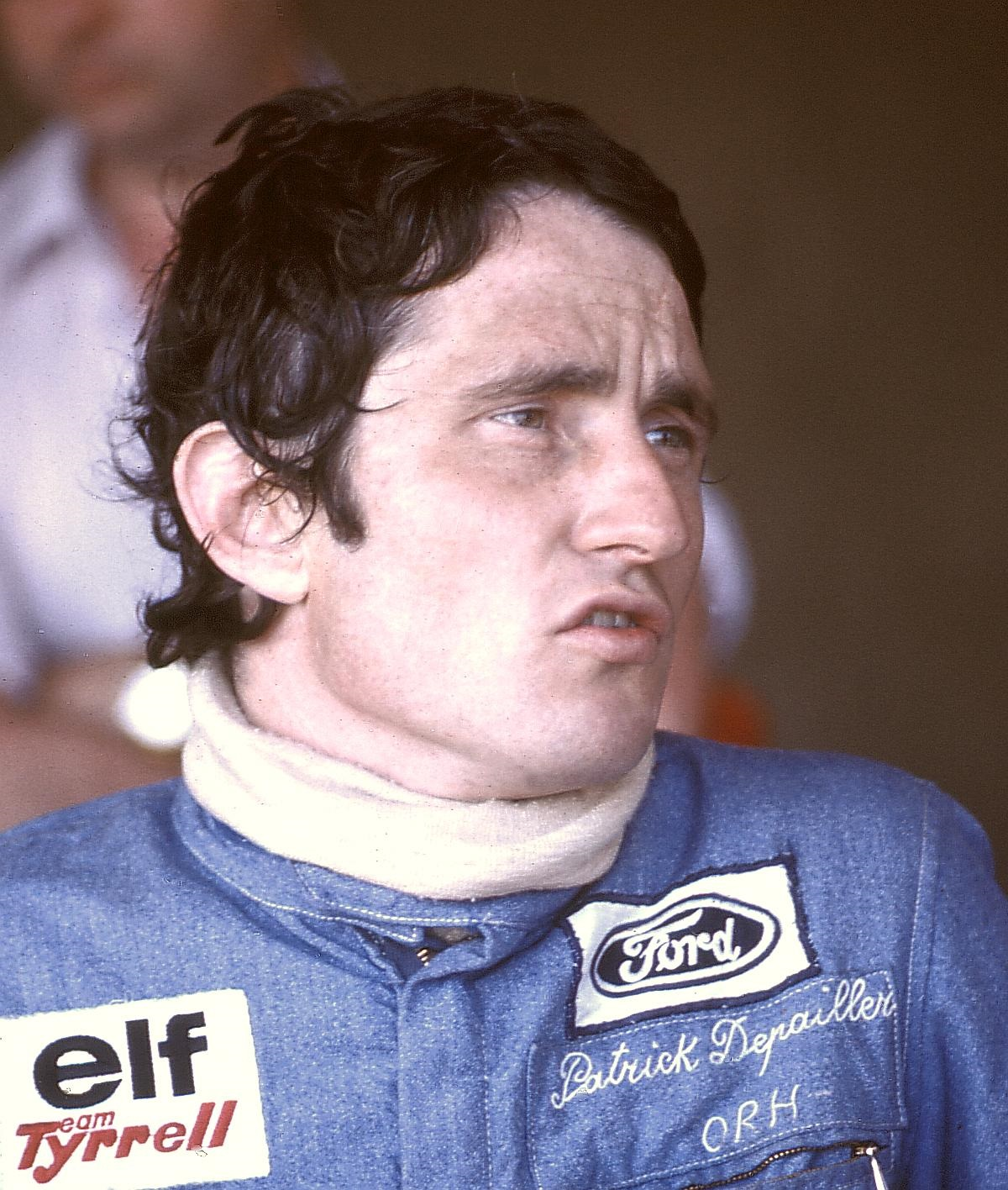
Patrick Depailler (1944–1980)

- DePaiva, Kassie (* 1961), US-amerikanische Schauspielerin und Sängerin
- Depalma, Beniamino (* 1941), italienischer Ordensgeistlicher, Erzbischof ad personam von Nola
- DePalma, Dan (* 1989), US-amerikanischer American-Football-Spieler
- DePalma, Larry (* 1965), US-amerikanischer Eishockeyspieler
- DePalma, Ralph (1882–1956), US-amerikanischer Automobilrennfahrer
- DePalma, Robert (* 1981), US-amerikanischer Wirbeltierpaläontologe
- DePalmer, Mike (1961–2021), US-amerikanischer Tennisspieler und -trainer
- Depaoli, Fabio (* 1997), italienischer Fußballspieler
- Depaoli, Marco (* 1954), italienischer Politiker
- DePaolo, Donald J. (* 1951), US-amerikanischer Geochemiker
- DePaolo, Peter (1898–1980), US-amerikanischer Automobilrennfahrer
- Deparade, Henri (* 1951), deutscher Maler, Grafiker und Hochschullehrer
- DeParade, Klaus (1938–2012), deutscher Energie-Manager, Unternehmensberater und Studentenfunktionär
- Deparade, Ulrich (* 1954), deutscher Fußballspieler
- Deparade-Becker, Steffi (* 1954), deutsche Malerin und Grafikerin
- Depardieu, Gérard (* 1948), arabisch-russisch-französischer SchauspielerGérard Depardieu (* 1948)

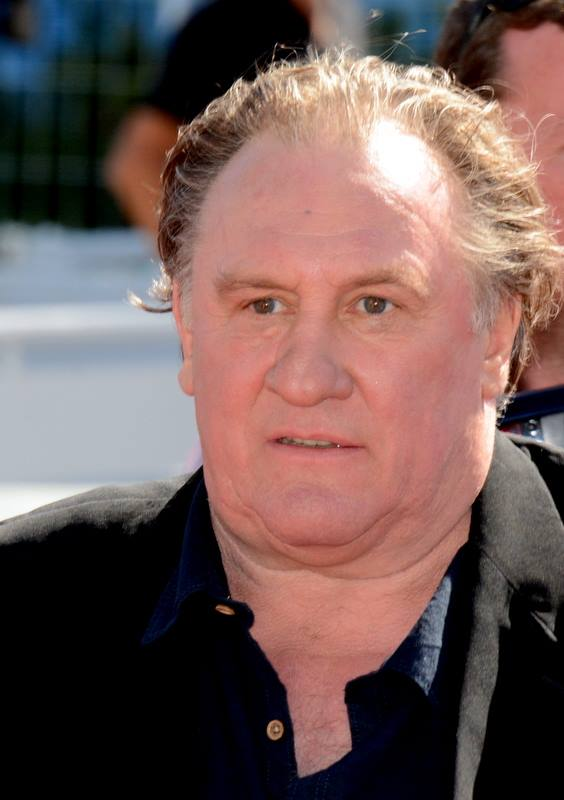
Gérard Depardieu (* 1948)

- Depardieu, Guillaume (1971–2008), französischer Schauspieler
- Depardieu, Julie (* 1973), französische Schauspielerin
- Depardon, Raymond (* 1942), französischer Fotojournalist
- Deparnay-Grunenberg, Anna (* 1976), deutsch-französisch-schweizerische Politikerin (Bündnis 90/Die Grünen)
- Depasquale, Annetto (1938–2011), maltesischer römisch-katholischer Geistlicher, Weihbischof in Malta
- Depassio, Jean (1855–1925), französischer Sportschütze
- DePatie, David H. (1929–2021), US-amerikanischer Filmproduzent
- DePatie, Edmond L. (1900–1966), Vizepräsident und Manager des Warner Bros
- DePaul, Steven, US-amerikanischer Regisseur und Fernsehserienproduzent
- Depauli, Jessica (* 1991), österreichische Skirennläuferin
- DePauli-Schimanovich, Werner (1942–2021), österreichischer Mathematiker, Informatiker und Künstler
- Depaulis, Thierry (* 1949), Spielehistoriker
- Depauly, Anton (1801–1866), böhmisch-österreichischer Maler
- Depauw, Maurice (1903–1981), belgischer Radrennfahrer
- Depauw, Valère (1912–1994), belgischer Schriftsteller und flämischer Nationalist
- Depay, Memphis (* 1994), niederländischer FußballspielerMemphis Depay (* 1994)

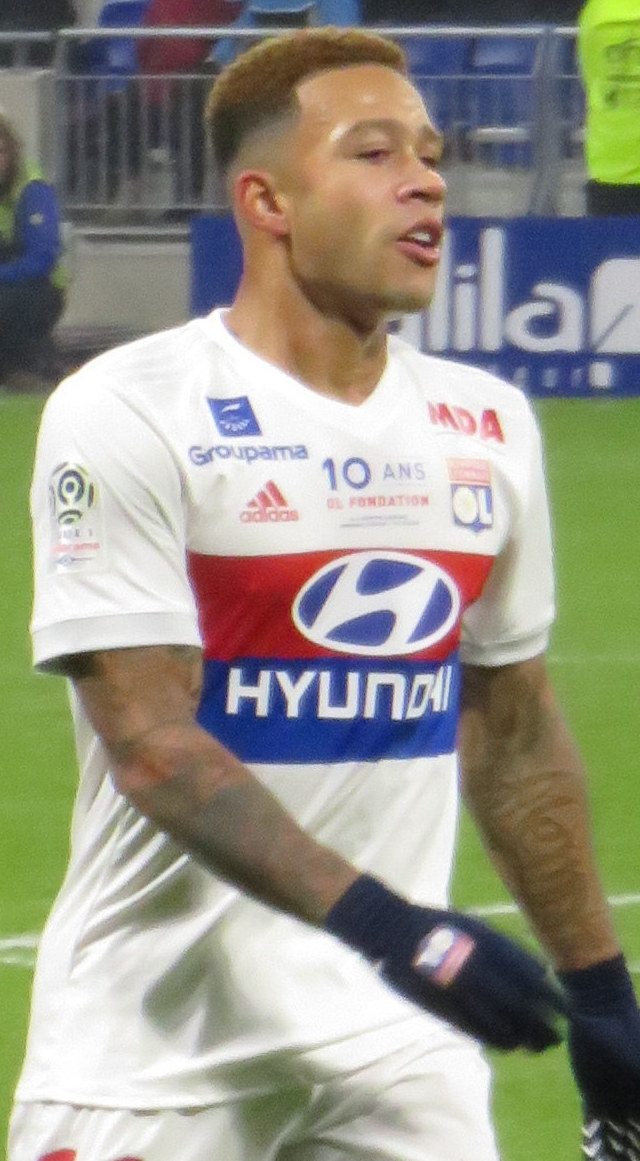
Memphis Depay (* 1994)

### Depe
- Depe, İlhan (* 1992), türkischer Fußballspieler
- Depe, Metin (* 1981), türkischer Fußballspieler
- Depeaux, François (1853–1920), französischer Industrieller, Kunstsammler, Schriftsteller und Mäzen
- Depelsenaire, Elizabeth (1913–1998), belgische Kommunistin, Anwältin und Frauenrechtlerin
- Depenau, David (* 1970), deutscher Sachbuchautor
- Depenau, Willi (1884–1952), deutscher Bühnenbildner und Filmarchitekt
- Depenbrock, Gerd (* 1949), deutscher Journalist
- Depenbrock, Josef (* 1961), deutscher Journalist
- Depenbrock, Manfred (1929–2019), deutscher Elektroingenieur
- Depenbusch, Anna (* 1977), deutsche Liedermacherin
- Dependorf, Theodor (1870–1915), deutscher Zahnmediziner und Hochschullehrer
- Depenheuer, Otto (* 1953), deutscher Rechtswissenschaftler
- Deperdussin, Armand (1864–1924), französischer Unternehmer
- Depéret, Charles (1854–1929), französischer Geologe und Paläontologe
- Depero, Fortunato (1892–1960), italienischer Künstler des FuturismusFortunato Depero (1892–1960)

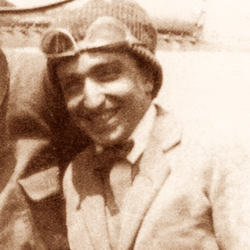
Fortunato Depero (1892–1960)

- Depesseville, David (* 1976), französischer Drehbuchautor und Filmregisseur
- Depestre, René (* 1926), haitianischer Intellektueller, Schriftsteller und Aktivist
- DePeters, Matt (* 1987), US-amerikanische Freestyle-Skisportler
- Depetrini, Teobaldo (1913–1996), italienischer Fußballspieler und -trainer
- Depetris, David (* 1988), argentinischer Fußballspieler
- Depetris-Demaille, Marie-Chantal (1941–2025), französische Florettfechterin
- Depetrisová, Vlasta (1920–2003), tschechische Tischtennisspielerin
- Depew, Chauncey (1834–1928), US-amerikanischer Politiker
- Depeyre, Octave (1825–1891), französischer Politiker, Mitglied der Nationalversammlung
- Depeyrot, Georges (* 1953), französischer Historiker, Verleger und Numismatiker

### Deph
- Dephy, David (* 1968), georgischer Schriftsteller und Poet

### Depi
- Dépierre, Jean-Marie (1855–1898), französischer römisch-katholischer Ordensgeistlicher und Apostolischer Vikar von West-Cochin
- Dépierre, Joseph (1888–1961), französischer Politiker
- DePietro, Joseph (1914–1999), US-amerikanischer Gewichtheber
- Depince, Jean-Claude (1947–1988), französischer Autorennfahrer
- Dépine, Franck (* 1959), französischer Bahnradsportler
- DePinho, Ronald A. (* 1955), US-amerikanischer Krebsforscher
- DePinto, Dave (* 1967), US-amerikanischer Eishockeyspieler
- Depiny, Adalbert (1883–1941), österreichischer Heimatforscher, Volkstumspfleger und Politiker, Landtagsabgeordneter
- D’Episcopo, Alessandro (* 1959), italienischer Jazzmusiker (Piano, Komposition)

### Depk
- Depkat, Volker (* 1965), deutscher Historiker und Hochschullehrer
- Depke, Max (1921–2008), deutscher Kaufmann, Sportfunktionär und Freimaurer
- Depken, Johann (1837–1909), deutscher Landwirt und Politiker, MdBB, MdR
- Depken, Johann (1868–1938), deutscher Politiker
- Depkin, Liborius (1652–1708), deutscher Theologe, Dichter und Sprachforscher

### Depl
- Deplanche, Émile (1824–1875), französischer Marinearzt, Entomologe und Botaniker
- Deplano, Leonardo (* 1999), italienischer Schwimmer
- Deplanque, René (* 1950), deutscher Chemiker und Wissenschaftsmanager
- Deplante, Henri (1907–1996), französischer Luftfahrtingenieur
- Deplazes, Andrea (* 1960), Schweizer Architekt
- Deplazes, Barla (* 1995), Schweizer Fussballspielerin
- Deplazes, Gion (1918–2015), Schweizer Autor, Lehrer und Dozent
- Deplazes, Lothar (1939–2015), Schweizer rätoromanischer Lyriker und Librettist
- DePlume, Alabaster, britischer Jazzmusiker (Saxophon, Komposition) und Spoken-Word-KünstlerAlabaster DePlume

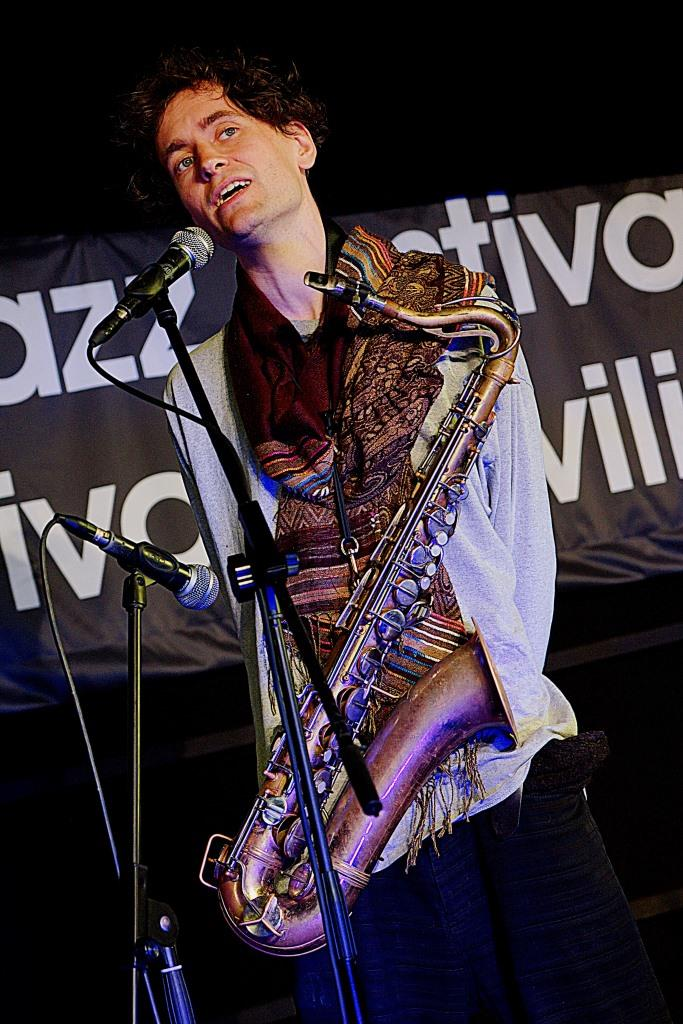
Alabaster DePlume

- Deplus, Guy (1924–2020), französischer Klarinettist und Musikpädagoge

### Depn
- Depner, Margarete (1885–1970), Siebenbürger Bildhauerin, Malerin und Zeichnerin
- Depner, Sean (* 1993), kanadischer Schauspieler

### Depo
- Depo, Wacław (* 1953), polnischer Geistlicher und Theologe, römisch-katholischer Erzbischof von Częstochowa
- Depoin, Joseph (1853–1924), französischer Grafologe, Historiker und Stenograf
- Depoitre, Laurent (* 1988), belgischer Fußballspieler
- Děpold († 1167), böhmischer Fürst aus dem Geschlecht der Přemysliden
- Depont, Octave (* 1862), französischer Kolonialbeamter in Algerien
- Deponthon, Charles François (1777–1849), französischer General der Genietruppe
- Depoorter, Bieke (* 1986), belgische Fotografin
- Depoorter, Richard (1915–1948), belgischer Radrennfahrer

### Depp
- Depp, Daniel (* 1953), US-amerikanischer Filmproduzent, Drehbuch- und Krimiautor
- Depp, Johnny (* 1963), US-amerikanischer SchauspielerJohnny Depp (* 1963)

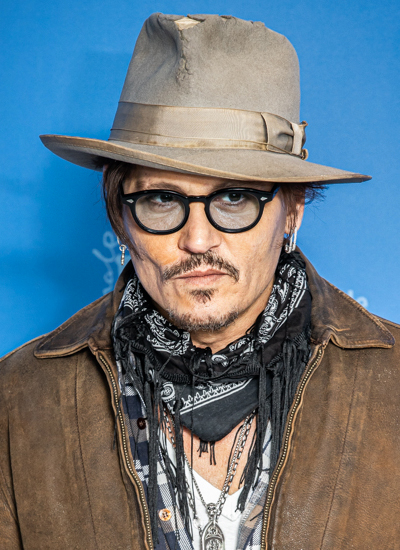
Johnny Depp (* 1963)

- Depp, Lily-Rose (* 1999), französisch-US-amerikanische Schauspielerin
- Deppa, Claude (* 1958), südafrikanischer Jazztrompeter
- Deppe, August (1869–1951), deutscher Tischler und Politiker (SPD)
- Deppe, Ferdinand (1795–1861), deutscher Gärtner, Naturforscher, Sammler und Maler
- Deppe, Frank (* 1941), deutscher Politikwissenschaftler
- Deppe, Friedrich (1908–2005), deutscher Politiker (SPD), MdBB
- Deppe, Georg (1900–1991), deutscher Schachspieler und -funktionär, Wirtschaftsprüfer und Steuerberater
- Deppe, Gertrud, Opfer der Hexenverfolgung in Schlangen
- Deppe, Gustav (1913–1999), deutscher Kunstmaler
- Deppe, Hans (1897–1969), deutscher Schauspieler und Filmregisseur
- Deppe, Hans-Dieter (1930–2010), deutscher Finanzwirtschaftler
- Deppe, Hans-Raimund (* 1945), deutscher Physiker und Manager
- Deppe, Hans-Ulrich (* 1939), deutscher Medizinsoziologe und Sozialmediziner
- Deppe, Herbert (* 1963), deutscher Zahnmediziner und Hochschullehrer (Technische Universität München)
- Deppe, Jaro (* 1948), deutscher Fußballspieler
- Deppe, Julius (1852–1911), deutscher Theaterschauspieler und -regisseur
- Deppe, Lois (1897–1976), amerikanischer Sänger (Bariton), Saxophonist und Bandleader
- Deppe, Lore (* 1946), deutsche Politikerin (parteilos), MdL
- Deppe, Ludwig (1828–1890), deutscher Komponist und Dirigent
- Deppe, Ludwig (1873–1945), deutscher Kolonialarzt in Deutsch-Ostafrika, Autor, Politiker und Regierungsmedizinalrat
- Deppe, Marie (* 1868), deutsche Opern- und Konzertsängerin
- Deppe, Mario (* 1968), deutscher Fußballspieler
- Deppe, Mette († 1586), Opfer der Hexenprozesse in Schlangen
- Deppe, Otto, deutscher Journalist
- Deppe, Paula (1886–1922), deutsche Malerin und Grafikerin
- Deppe, Pierre Guillaume (1800–1844), deutscher Rendant am Museum für Naturkunde in Berlin
- Deppe, Rainer (* 1956), deutscher Politiker (CDU), MdL
- Deppe, Renald (1955–2023), deutscher Klarinettist, Saxophonist, Komponist und Musikmanager
- Deppe, Theodor (1836–1916), deutscher Lehrer und Heimatforscher
- Deppe, Thomas F. († 2024), US-amerikanischer Offizier, Generalmajor der US Air Force
- Deppe, Ulrike (* 1953), deutsche Kanutin
- Deppe, Wilhelm (1843–1904), deutscher Jurist und Politiker, MdR
- Deppeler, Rolf (1926–2011), Schweizer Historiker, Redaktor, Autor und Politiker (FDP)
- Deppendorf, Ulrich (* 1950), deutscher Journalist und ModeratorUlrich Deppendorf (* 1950)

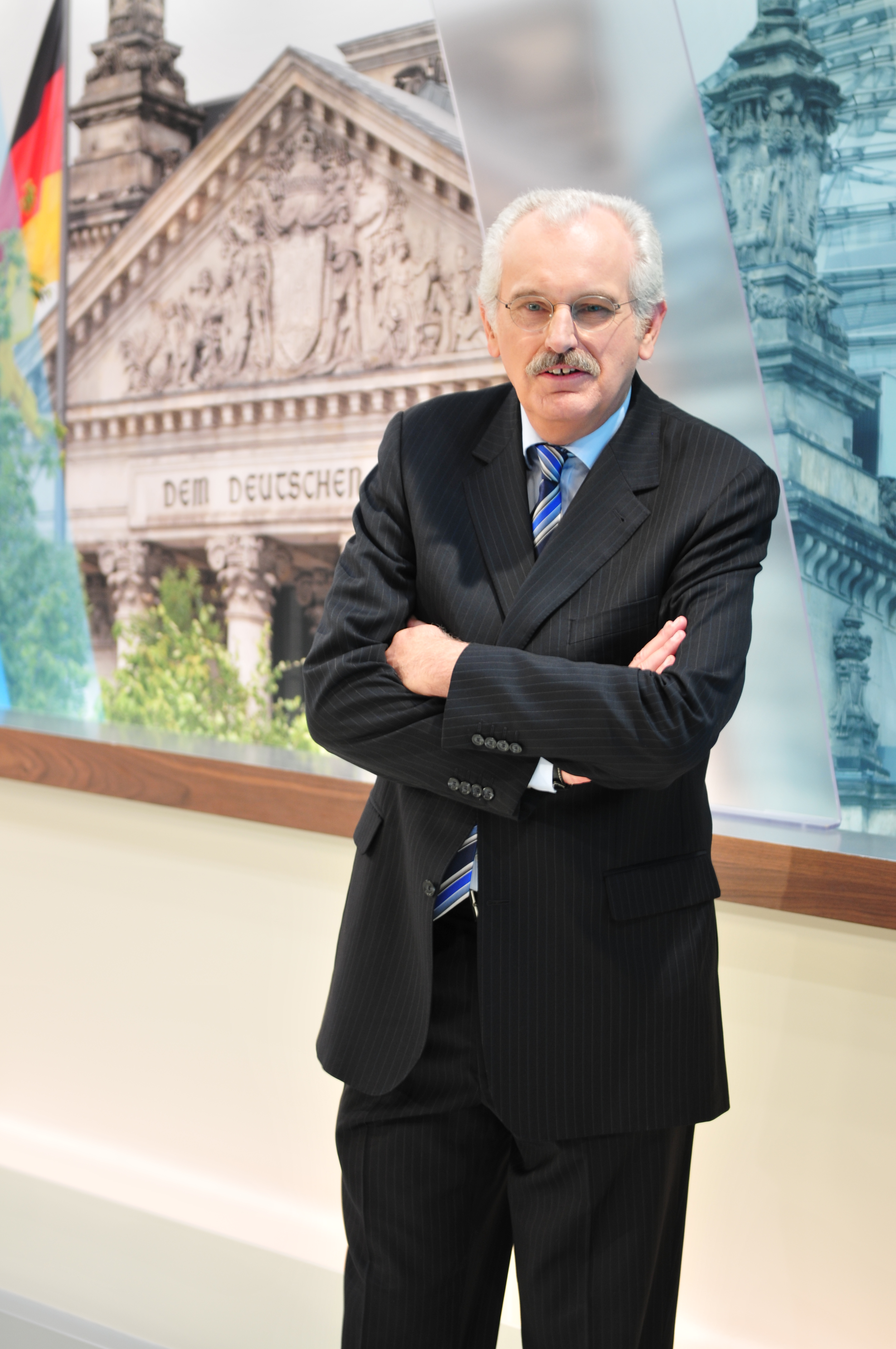
Ulrich Deppendorf (* 1950)

- Deppenschmidt, Buddy (1936–2021), US-amerikanischer Jazzschlagzeuger und Perkussionist
- Deppermann, Dorothea (* 1983), deutsche Politikerin (Bündnis 90/Die Grünen), MdL
- Deppermann, Erich (1902–1963), deutscher Politiker (SPD), MdL
- Deppermann, Henny (1860–1942), deutsche Landschafts- und Vedutenmalerin
- Deppermann, Klaus (1930–1990), deutscher Historiker
- Deppert, Friedrich (1855–1915), bayerischer Generalleutnant
- Deppert, Fritz (* 1932), deutscher Schriftsteller, Übersetzer und Herausgeber
- Deppert, Karl (1897–1988), deutscher Maler und Lyriker
- Deppert, Katharina (1941–2024), deutsche Juristin, Richterin am Bundesgerichtshof
- Deppert, Kurt (1926–1994), deutscher Klassischer Archäologe und Antikenhändler
- Deppert, Ria (1927–2015), Sängerin in der Stimmlage Sopran
- Deppert, Wolfgang (1938–2025), deutscher Philosoph und Vertreter der Unitarier
- Deppert-Lippitz, Barbara (1939–2023), deutsche Klassische Archäologin
- Depping, Dieter (* 1966), deutscher Rallyefahrer
- Depping, Georg Bernhard (1784–1853), deutsch-französischer Geschichtsschreiber
- Depping, Janina (1978–2013), deutsche Rennfahrerin
- Depping, Tillmann (* 1998), deutscher Theater- und Filmschauspieler
- Deppisch, Karl Ludwig (1908–1987), deutscher Kaufmann
- Deppisch, Mathias (* 1979), deutscher Handballspieler und -trainer
- Deppisch, Michael (* 1963), deutscher Architekt und Hochschullehrer
- Deppisch, Nico (* 1981), deutscher Bassist und Musikpädagoge
- Deppisch, Paul (* 1970), US-amerikanisch-deutscher Basketballspieler
- Deppisch, Peter (* 1970), US-amerikanisch-deutscher Basketballspieler
- Deppmeyer, Otto (* 1947), deutscher Politiker (CDU), MdL
- Deppner, Erich (1910–2005), deutscher SS-SturmbannführerErich Deppner (1910–2005)

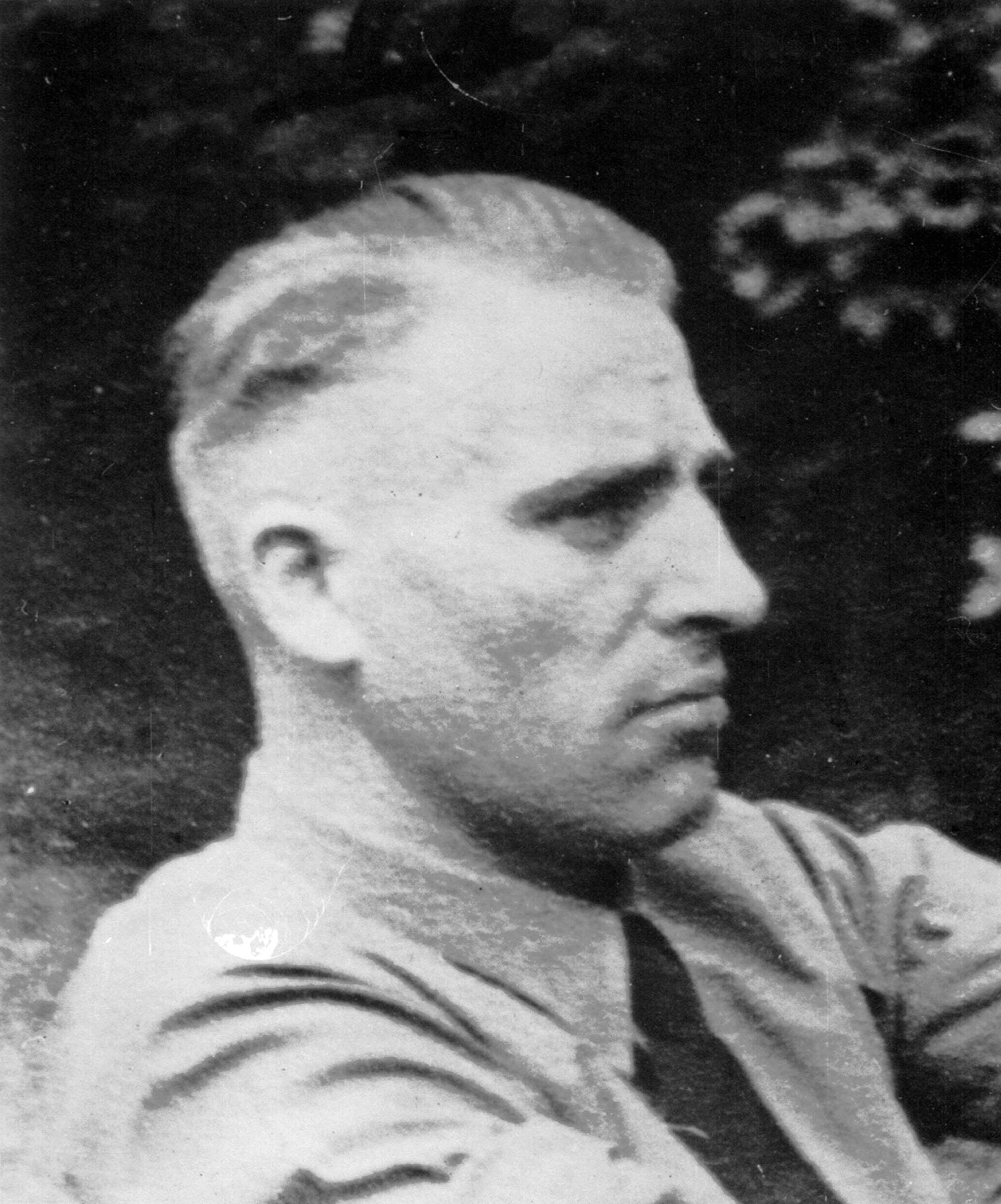
Erich Deppner (1910–2005)

- Deppner, Séverine (* 2007), französische Tennisspielerin

### Depr
- Deprat, Jacques (1880–1935), französischer Geologe, Paläontologe und Schriftsteller
- Depredomme, Prosper (1918–1997), belgischer Radrennfahrer
- DePreist, James (1936–2013), US-amerikanischer Dirigent und Musikpädagoge
- Depreitere, Albert (1915–2008), belgischer Radrennfahrer
- Depres, Clément (* 1994), französischer Fußballspieler
- Depret, Marie (* 1899), französische Autorennfahrerin
- Depretis, Agostino (1813–1887), italienischer Staatsmann
- Depreux, Philippe (* 1967), französischer Historiker
- Deprez, Armand (* 1890), belgischer Schwimmer
- Deprez, Fabienne (* 1992), deutsche Badmintonspielerin
- Deprez, Gérard (* 1943), belgischer Politiker, MdEP
- Déprez, Louis (1921–1999), französischer Radrennfahrer
- Deprez, Marcel (1843–1918), französischer Physiker und Elektroingenieur
- Deprez, Maurice (1888–1953), belgischer Eishockeyspieler
- Deprez, Maurice (1890–1970), französischer Autorennfahrer
- Deprez, Nicola (* 1992), belgischer Fußballtorwart
- DePriest, Akbar (1930–2007), US-amerikanischer Jazzschlagzeuger
- Deprijck, Lucien (* 1960), belgischer deutschsprachiger Schriftsteller und Übersetzer
- DePrince, Michaela (1995–2024), sierra-leonisch-US-amerikanische Balletttänzerin
- Deprunner, Johann Georg († 1740), Steinmetzmeister, Bildhauer und Richter in Loretto

### Deps
- Depser, Alf (1899–1990), deutscher Grafiker, Holzschneider, Maler und Zeichner
- Depser, Heinrich († 1612), deutscher Münzmeister

### Dept
- Dept, Céline (* 1999), belgische Webvideo-ProduzentinCéline Dept (* 1999)

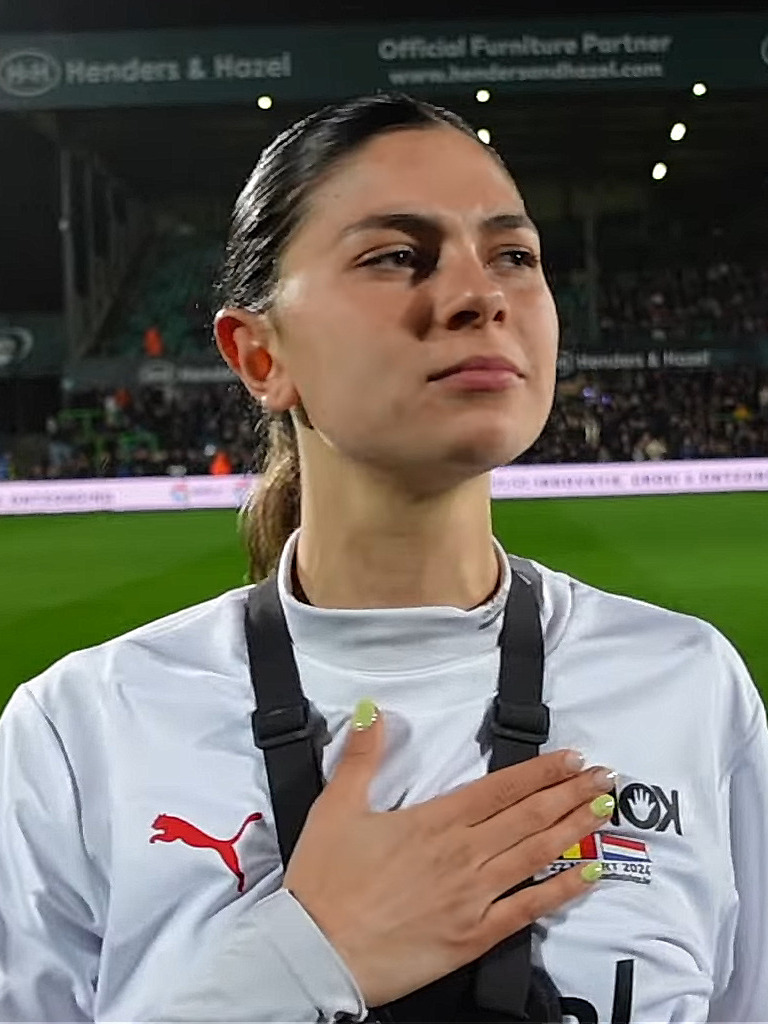
Céline Dept (* 1999)

- Depta, Monika (* 1970), polnische Orientierungsläuferin
- Deptuła, Leszek (1953–2010), polnischer Politiker, Mitglied des Sejm

### Depu
- Depuhl, Alfred (1892–1957), deutscher evangelischer Theologe und Autor
- Depuiset, Alphonse (1822–1886), französischer Entomologe
- Depuiset, Camille (* 1998), französische Handballspielerin
- DePuy, Nick (* 1994), US-amerikanischer Fußballspieler
- DePuy, William E. (1919–1992), US-amerikanischer Offizier, General der US Army
- Depuydt, Leo, belgischer Ägyptologe, Koptologe und Altorientalist
- Depuydt, Manon (* 1997), belgische Sprinterin